# Judicial Conference of the United States

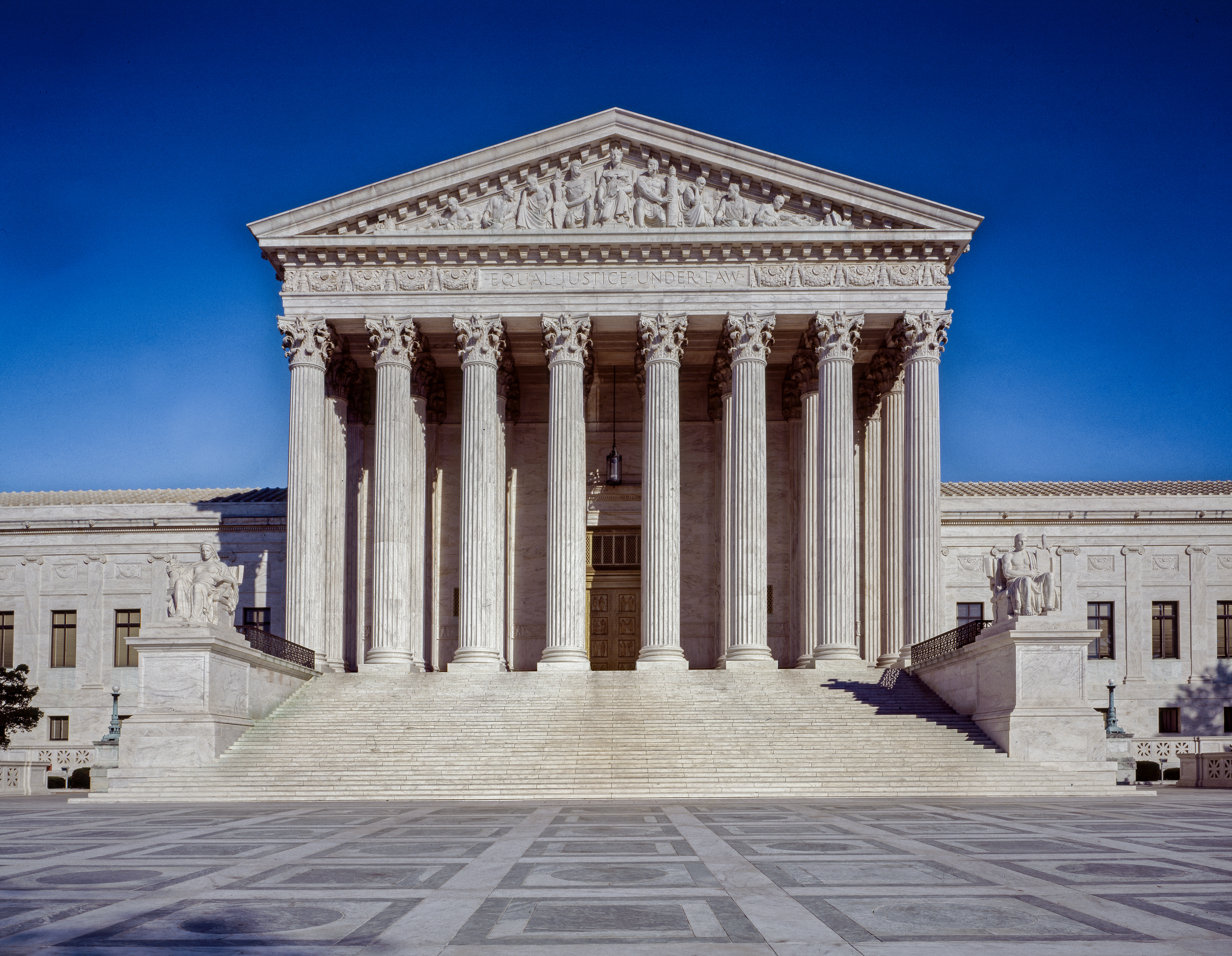
United States Supreme Court Building i Washington, D.C. är platsen där den juridiska konferensen sammanträder två gånger varje år.

Judicial Conference of the United States, (Förenta Staternas juridiska konferens), är det kollektiva organet som, under ordförandeskapet av USA:s chefsdomare, leder det federala domstolsväsendet som en av tre jämbördiga grenar av USA:s federala statsmakt, förutom i avgöranden av mål vid domstolarna.

## Roll
Den juridiska konferensern bildades 1922 efter lag som syftade till att skapa en mer enhetlig ledning. Förutom chefsdomaren består den juridiska konferensen av chefsdomarna vid de federala appellationsdomstolarna, en domare från en federal distriktsdomstol i varje juridiskt distrikt (vald av sina kollegor) samt chefsdomaren för United States Court of International Trade. Den juridiska konferensen möts två gånger varje år i United States Supreme Court Building.
Konferensen fattar beslut gällande internadministration och policy inom domstolsväsendet. Vidare samråder den om domstolsväsendets säkerhetsbehov med United States Marshals Service som ansvarar för den delen. Den godkänner även domstolsväsendets årliga budgetförslag som skickas till Office of Management and Budget innan det går till kongressen.
Flera publikationer med stor betydelse för rättsväsendet fastställs av konferensen efter överläggningar med USA:s justitiedepartement: 
- Federal Rules of Civil Procedure,
- Federal Rules of Criminal Procedure,
- Federal Rules of Bankruptcy Procedure,
- Federal Rules of Appellate Procedure samt
- Federal Rules of Evidence.

## Tillhörande myndigheter
- Administrative Office of the United States Courts (förvaltningskontoret)
- Federal Judicial Center (forskning och information).